# Vänner till slutet
Vänner till slutet, originaltitel: A Killer Among Friends, är en verklighetsbaserad amerikansk TV-film från 1992 regisserad av Charles Robert Carner.

## Handling
Jenny går en kväll ut med sina vänner, men återkommer inte. Hon hittas död och för hennes mamma börjar det tuffa sorgearbetet samtidigt som hon är fast besluten om att hitta mördaren. Sanningen om Jennys sista tid i livet och hennes död visar sig vara chockerande.

## Om filmen
Filmen hade premiär på CBS den 8 december 1992. Den verkliga händelse som filmen baseras på är även grund till Karen Kingsburys debutbok Missy's Murder.

## Rollista
- Patty Duke – Jean Monroe
- Margaret Welsh – Ellen Holloway
- Tiffani Thiessen – Jenny Monroe
- Angie Rae McKinney – Carla Lewis
- David Cubitt – Greg Monroe
- Janne Mortil – Kathy Pearl
- Loretta Swit – Patricia Staley
- Debra Sharkey – Sheryl Monroe
- Ben Bass – Steve
- Chad Todhunter – Adam Monroe
- William S. Taylor – Mike Collins
- Babs Chula – Diane
- Matthew Bennett – Dan

### Webbkällor
- Vänner till slutet på Internet Movie Database (engelska)